# Solovej
Solovej (russisk: Соловей, da.: Nattergalen) er en sovjetisk spillefilm fra 1979 instrueret af Nadesjda Kosjeverova.

## Medvirkende
- Svetlana Smirnova som Marija
- Jurij Vasiljev som Evan
- Aleksandr Vokatj som Krab
- Zinovij Gerdt som Boms
- Nikolaj Trofimov